# Gustav Hölzel
Pour les articles homonymes, voir Hölzel.
Gustav Hölzel (Pest, 2 septembre 1813 - Vienne, 3 décembre 1883) est un baryton-basse et compositeur austro-hongrois. Il a chanté dans les opéras d'Autriche, d'Allemagne et d'ailleurs pendant près de cinquante ans. On se souvient principalement de lui comme ayant été le premier Beckmesser dans Die Meistersinger von Nürnberg de Richard Wagner.

## Jeunesse
Il est né à Pest (Hongrie). Il est le fils de l'acteur, chanteur et directeur de théâtre Nicholas Alois Hölzel (1785-1848) qui dirigé le Théâtre d'État à Linz de 1819 à 1824. Sa mère Elisabeth Hölzel (née Umlauf) était contralto d'opéra, et la fille du compositeur Ignaz Umlauf, ainsi que la sœur du compositeur Michael Umlauf. À l'âge de seize ans, Gustav a fait ses débuts à l'opéra à Sopron, et sa carrière a continué à Graz (1830-1832), au Theater in der Josefstadt à Vienne (1833-1837), et au théâtre royal de Berlin (1837-1838). Il a poursuivi sa formation à Paris en 1838 avant de rejoindre l'Opernhaus de Zurich où il s'est produit de 1838 à 1840. En 1840, il rejoint l'Opéra de la Cour au Theater am Kärntnertor à Vienne.

## Carrière en Autriche et en Allemagne
Hölzel a chanté à l'Opéra de la Cour pendant vingt-trois ans, au cours desquels il a créé le rôle de De Fiesque dans l' avant-dernier opéra de Gaetano Donizetti, Maria di Rohan, en 1843. Mais en 1863, alors qu'il jouait le rôle de Frère Tuck dans Der Templer und die Jüdin de Heinrich Marschner, Hölzel a modifié les paroles de la chanson de ce frère et a été licencié de la compagnie.
Néanmoins, il a trouvé du travail au Theater an der Wien, et il s'est aussi produit à Darmstadt, Nuremberg et Munich. Au Théâtre national de cette dernière ville, en 1868, il a créé le rôle de Beckmesser dans Die Meistersinger von Nürnberg Ses derniers engagements ont été à l'Opéra comique de Berlin, et sa dernière apparition sur scène a été en 1877 dans le rôle de Baculus dans Der Wildschütz d'Albert Lortzing.
Gustav Hölzel est mort à Vienne.

## Carrière internationale et les rôles
Gustav Hölzel a chanté dans les opéras de Londres (1840 et 1843), Saint-Pétersbourg et Stockholm en 1860 et dans la première américaine de Der Schauspieldirektor de Mozart au Théâtre Municipal à New York en 1870,.  À l'Opéra-Comique à Paris en 1859, il est apparu dans la première de Yvonne du compositeur belge Armand Limnander de Nieuwenhove.
Hölzel a été remarqué par ses rôles comiques, qui comprenait, en plus que ceux mentionnés ci-dessus, Leporello dans Don Giovanni, Don Basilio dans Le Barbier de Séville et Van Bett dans Zar und Zimmermann de Lortzing.

## Compositions
Gustav Hölzel a aussi été un compositeur prolifique de la musique de piano et de lieder. Parmi ceux-ci, on peut noter Sonntag (op. 226) de Ludwig Uhland et trois sur des poèmes de Heinrich Heine, Die schönsten Augen (op. 68), Wasserfahrt (op. 73), et Meine Sehnsucht von H. Heine (Mädchen mit dem roten Mündchen) (op. 32) (op. 32).